# Gheorghi Stranski
Gheorghi Ivanov Stranski (în bulgară Георги Иванов Странски; n. 13 august 1847, Kalofer, Imperiul Otoman – d. 17 ianuarie 1904, Sofia, Principatul Bulgariei) a fost un medic și om politic bulgar. Prieten apropiat al lui Hristo Botev, Stranski a fost membru activ al diferitelor organizații fondate de emigranții bulgari în România (Principatele Unite). După Eliberarea Bulgariei în anul 1878, Stranski a fost unul dintre liderii Partidului Liberal din Rumelia Orientală și al organizației succesoare înființate după Unificarea Bulgariei din 1885, Partidul Liberal al Poporului Bulgar (condus de Stefan Stambolov). În perioada cuprinsă între realizarea Unificării Bulgariei la 6 septembrie 1885 și recunoașterea internațională a acesteia la mijlocul anului 1886, Stranski a fost singurul comisar al Bulgariei de Sud.

## Biografie
Gheorghi Stranski s-a născut pe 13 august [S.V. 1 august] 1847 în Kalofer, un oraș subbalcanic din Rumelia sau partea europeană a Imperiului Otoman (aflat astăzi în Bulgaria centrală). În 1864 s-a mutat la București, care era pe atunci capitala Principatelor Unite autonome ale Moldovei și Țării Românești. Stranski a urmat cursurile unei școli sanitare și a absolvit studii de medicină la Universitatea din București în 1874. A rămas în România ca medic profesionist, practicându-și meseria în orașele Buzău și București. În 1876 a publicat cartea Lecturi medicale. În timp ce locuia în România, Stranski a fost un membru important al numeroasei diaspore bulgare de acolo și s-a numărat printre membrii fondatori a două organizați bulgărești, Societatea Filantropică Bulgară și Societatea Bulgară Centrală de Caritate. A fost un foarte apropiat prieten al concitadinului său, revoluționarul și poetul național Hristo Botev (1848–1876), căruia i-a fost cavaler de onoare la nuntă.
În timpul Războiului Sârbo-Turc din 1876, Stranski a făcut parte din misiunea medicală românească în Serbia. Apoi, pe parcursul Războiului Ruso-Turc din 1877–1878, care a dus la eliberarea Bulgariei de sub stăpânirea otomană, el a fost chirurg al Armatei Române care a luptat alături de ruși.
În timpul Guvernului Rus Provizoriu, care a precedat înființarea unui guvern bulgar, Stranski a fost medicul regional al orașului Plevna. Cariera politică a lui Stranski a început în anul 1879, odată cu alegerea sa în Adunarea Constituantă și în prima Adunare Națională Ordinară a Bulgariei. El s-a stabilit în 1879 în orașul Plovdiv, capitala provinciei otomane autonome Rumelia Orientală, unde și-a continuat cariera medicală și a devenit unul dintre liderii Partidului Liberal. A deținut mai multe funcții înalte în cadrul provinciei autonome, printre care director al Administrației Financiare (1880–1881), membru (1879–1880, 1882–1883) și președinte (1883–1884) al Comitetului Permanent și președinte al organului legislativ provincial, Adunarea Regională (1883). În calitate de membru al Comitetului Central Secret Revoluționar Bulgar, Stranski a fost unul dintre cei mai proeminenți participanți la organizarea Unificării Bulgare, care a avut loc în 1885 prin alipirea Rumeliei Orientale la Principatul Bulgariei. După realizarea cu succes a unificării, Stranski a devenit președintele guvernului provizoriu al provinciei, purtând titlul de comisar al Bulgariei de Sud. El a deținut această funcție până la recunoașterea internațională a unificării la 5 aprilie 1886 prin Tratatul de la Tophane și la organizarea primelor alegeri pentru Adunarea Națională în Bulgaria de Sud în vara aceluiași an.
După victoria bulgară în Războiul Sârbo-Bulgar (1885), Gheorghi Stranski a fost numit agent diplomatic bulgar la Belgrad (1886–1887). În guvernul de scurtă durată al lui Konstantin Stoilov din 1887, Stranski a fost ministru al afacerilor interne, succedându-i lui Vasil Radoslavov. În guvernul următor condus de Stefan Stambolov, Stranski a deținut funcția de ministru al afacerilor externe și al cultelor (1887–1890), pe care a preluat-o de la Grigor Naciovici. El a făcut parte, de asemenea, din legislaturile a 5-a (1887–1890) și a 6-a (1890–1893) a Adunării Naționale Ordinare a Bulgariei. După demisia lui Stambolov din funcția de prim-ministru, Stranski și-a continuat cariera de medic: a condus Spitalul Aleksandrovska din Sofia (1897–1899) și apoi a fost medicul regional al orașului Ruse (1899–1900). Ulterior, între 1900 și 1904, Gheorghi Stranski a prezidat Camera Supremă de Control a Bulgariei, instituția națională de audit. A murit în 17 ianuarie [S.V. 4 ianuarie] 1904 la Sofia.

## Onoruri
- Spitalul Universitar „Dr. Gheorghi Stranski” din Plevna îi poartă numele.